# Ceratocystis pilifera
Ceratocystis pilifera är en svampart som först beskrevs av Elias Fries, och fick sitt nu gällande namn av C. Moreau 1952. Ceratocystis pilifera ingår i släktet Ceratocystis och familjen Ceratocystidaceae.   Inga underarter finns listade i Catalogue of Life.
I den svenska databasen Dyntaxa används istället namnet Ophiostoma piliferum för samma taxon.  Arten är reproducerande i Sverige.